# Al final del arco iris
Al final del arco iris foi uma telenovela mexicana produzida por Ernesto Alonso para a Televisa e exibida entre 22 de março e 26 de novembro de 1982.
Foi protagonizada por Olga Breeskin e Martín Cortés e antagonizada por Miguel Palmer, Magda Guzmán, Víctor Junco, Javier Ruán, Angélica Chaín e Eduardo Liñán.

## Elenco
- Olga Breeskin .... Elsa Rivera
- Martín Cortés .... Juan José
- Magda Guzmán .... Elvira Balmori
- Miguel Palmer .... Pablo
- Úrsula Prats ... Alejandra
- Víctor Junco .... Federico
- Antonio Valencia .... Esteban
- Angélica Chain .... Myriam
- Ramón Pons .... Mauricio
- Alba Nydia Díaz .... Adriana
- Vicky de la Piedra .... Guillermina
- Carmen del Valle .... Estela
- Roberto Antúnez .... Asunción
- Susana Cabrera .... Lucha
- Javier Ruán .... Leopoldo Rivera "El Pollo"
- Yolanda Liévana .... Zuilma
- Ana Patricia Rojo .... Caramelo
- Carlos Espejel .... El Chicles
- José Chávez .... Gregorio Pineda
- Carmen Cortés .... Piedad
- Miguel Manzano .... Marcelo
- Eduardo Liñán ... Luis Ernesto Samper
- Sergio Zuani .... Filemón
- Adalberto Martínez "Resortes"

## Prêmios

### TVyNovelas
| Categoria                  | Indicação      | Resultado |
| -------------------------- | -------------- | --------- |
| Melhor telenovela          | Ernesto Alonso | Indicado  |
| Melhor atriz antagônica    | Magda Guzmán   | Indicado  |
| Melhor ator antagônico     | Miguel Palmer  | Venceu    |
| Melhor revelação feminina  | Olga Breeskin  | Indicado  |
| Melhor revelação feminina  | Úrsula Prats   | Indicado  |
| Melhor revelação masculina | Martín Cortés  | Indicado  |